# Survivor Series (1993)
Survivor Series (1993) — щорічне pay-per-view шоу «Survivor Series», що проводиться федерацією реслінгу WWE. Шоу відбулося 24 листопада 1993 року в Бостон-гарден у місті Бостон, штат  Массачусетс, (США). Це було 7 шоу в історії «Survivor Series». 5 матчів відбулися під час шоу та ще один перед показом.